# میدان برداری پایستار
میدان برداری پایستار، میدان ابقایی یا میدان غیرگردشی به میدانی می‌گویند که کِرل آن صفر باشد. مفهوم ابقایی (پایستار) بودن یک میدان برداری این است که انتگرال‌گیری روی یک مسیر بین دو نقطه به مسیر حرکت بستگی نداشته باشد، مانند محاسبه کار انجام شده وقتی جسمی را با وجود جاذبه زمین جابجا می‌کنیم که کار انجام شده مستقل از مسیر جابجایی جسم و فقط به نقطه آغازین و انتهایی بستگی دارد. و به مسیر حرکت بستگی ندارد.